# Entoloma bloxamii
Entoloma bloxamii (Miles Joseph Berkeley și Christopher Edmund Broome, 1854 ex Pier Andrea Saccardo, 1887), sin. Entoloma madidum (Elias Magnus Fries, 1836 ex Claude Casimir Gillet, 1876), din încrengătura Basidiomycota,  în familia Entolomataceae și de genul Entoloma, a cărui nume poporal nu este cunoscut, este o specie de ciuperci comestibile mai rară și saprofită de humus, dar, de asemenea, coabitează, fiind un simbiont micoriza (formează micorize pe rădăcinile arborilor). Bureții trăiesc în România, Basarabia și Bucovina de Nord, preponderent pe câmpii și pajiști neameliorate, nefertilizate, cum sunt cele vechi și fânețele seculare, dar de asemenea prin luminișuri de pădure, cu predilecție mixte. Sunt de obicei asociați cu soluri moderat uscate, nu prea proaspete, calcaroase, deși pot fi găsiți și în zone mai acide, fiind amenințați de perturbarea habitatului său, cauzată de ameliorarea solului prin agricultura. Apar preferat la altitudini ceva mai înalte, de la deal la munte, din iunie până în noiembrie, dar sezonul principal sunt lunile septembrie și octombrie.

## Taxonomie

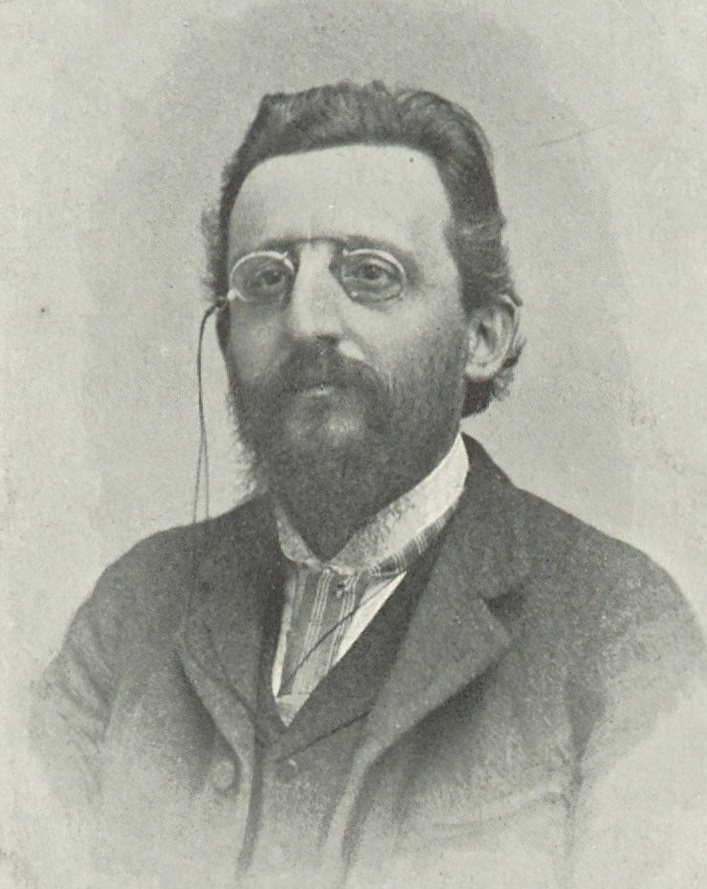
P. A. Saccardo

În 1836, specia a fost descrisă pentru prima dată de renumitul savant suedez Fr. drept Agaricus madidus și transferată sub păstrarea epitetului la genul Entoloma de micologul francez Gillet în 1876. La acest epitet se referă de asemenea Rhodophyllus madidus, cu o modificare al numelui generic prin cunoscutul micolog francez Lucien Quélet (1886) și Agaricus madidus var. bloxamii al micologului american David L. Largent (1974). Taxonul Entoloma madidum este adesea folosit, preponderent în America de Nord.
Dar numele binomial hotărât este cel determinat de micologii englezi Miles Joseph Berkeley și Christopher Edmund Broome ca Agaricus bloxamii (scris de ei  bloxami) în volumul 13 al jurnalului științific Annals and Magazine of Natural History din 1854, transferat corect sub păstrarea epitetului la genul Entoloma de micologul italian Pier Andrea Saccardo de verificat în  volumul 5 al marii sale opere Sylloge fungorum omnium husque cognitorum din 1887, fiind numele curent valabil (2020). De asemenea, taxonul Agaricus bloxamii var. triste, descris de micologul francez Émile Boudier (1906), este acceptat sinonim.
Epitetul bloxamii a fost creat de sus numiții micologi Berkeley și Broome în onoarea naturalistului și teologului englez Andrew Bloxam (1801-1878).

## Descriere

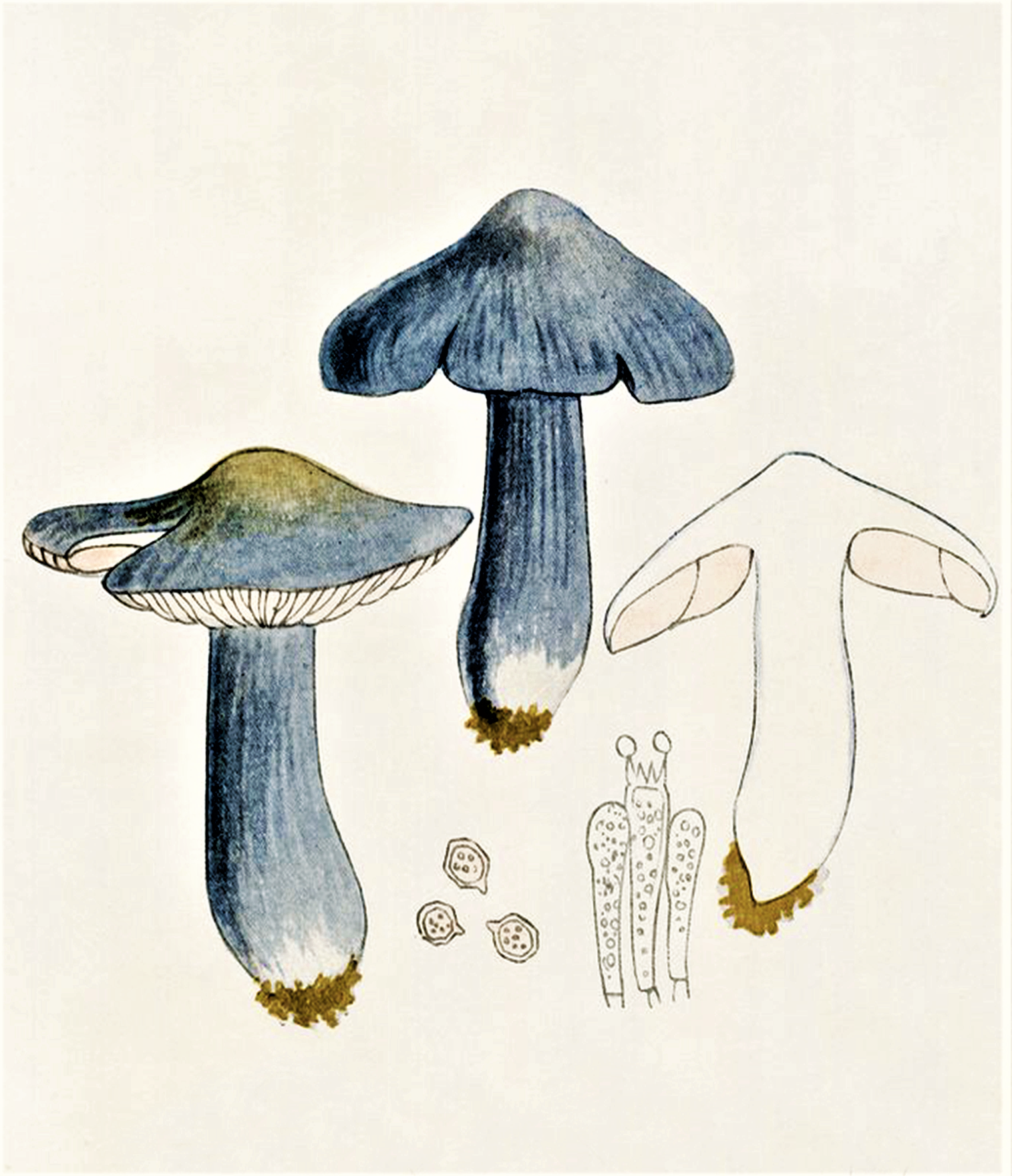
Bres.: Entoloma bloxamii

- Pălăria: are un diametru de 4-7 (10) cm, este fermă și cărnoasă, nu higrofană, mai întâi boltit-conică, luând în curând forma de clopot, pentru a deveni în urmă extinsă cu un centru clar cocoșat. Marginea ascuțită este pentru mult timp răsfrântă spre picior. Cuticula cu suprafața mată, uscată (la umezeală lucioasă și unsuroasă), ridată radial, este de un colorit care variază de la gri-albastru peste purpuriu-albastru închis până la negricios-liliaceu, devenind la sfârșitul evoluției gri-maroniu.
- Lamelele: ușor proeminente stau dens, sunt subțiri, sinuoase, ascendente, iar în vârstă bulboase spre margine, bifurcate, cu lameluțe intercalate și muchii crenate precum strâmt aderate la picior, fiind inițial albicioase sau deschis alb-gălbuie, apoi de un roz cremos până la roz de somon.
- Piciorul: robust și ceva fibros are o înălțime de 4-8cm și o grosime de 1-2,5cm, este mai mult sau mai puțin cilindric, în tinerețe plin, la bătrânețe gol pe dinăuntru și rigid, coaja fiind mată și gri-albăstruie până purpuriu-albastră, alocurea striată longitudinal albicios, decolorându-se puternic odată cu înaintarea în vârstă. Este colorată mai palid decât piciorul. Tija nu poartă un inel.
- Carnea: albicioasă, iar sub coaja piciorului gri, este plină și fermă, având un miros slab făinos precum un gust blând, și el ceva de faină sau de ridiche.[3][4]
- Caracteristici microscopice: are spori izodiametrici ( de același diametru) cu o mărime de 6,5-7,9 x 6,1-7,4 microni, rotunjori și nu prea pronunțat colțuroși (5 colțuri). Pulberea lor este de un roz-auriu deschis. Basidiile preponderent cu 4 sterigme fiecare sunt clavate, poartă fibule, măsurând 35-45 x 8-12 microni. Pileocistidele (elemente sterile de pe suprafața pălăriei) cu numeroase catarame sunt subțiri și predominant intacte, doar parțial slab gelificate în stratul superior, în apropierea vârfului cu celule de capăt cilindrice, nelărgite în stratul mai adânc și cu celule de capăt subțiri, clavate, oarecum extinse. Sub-cuticula cu hife ceva mai largi și mai scurte sunt pigmentate intracelular difuz pal maroniu, mai ales în straturile mai adânci. Pleurocistidele (elemente sterile situate în himenul de pe fețele lamelor) sunt scurt septate, hifele fiind moderat late, nu conice la capete. Cheilocistidele (elemente sterile situate pe muchia lamelor) prezintă numeroase celule sterile clavate, dar fără ar fi clar diferențiate.[12][13][14]
- Reacții chimice: nu sunt cunoscute.[3][4]

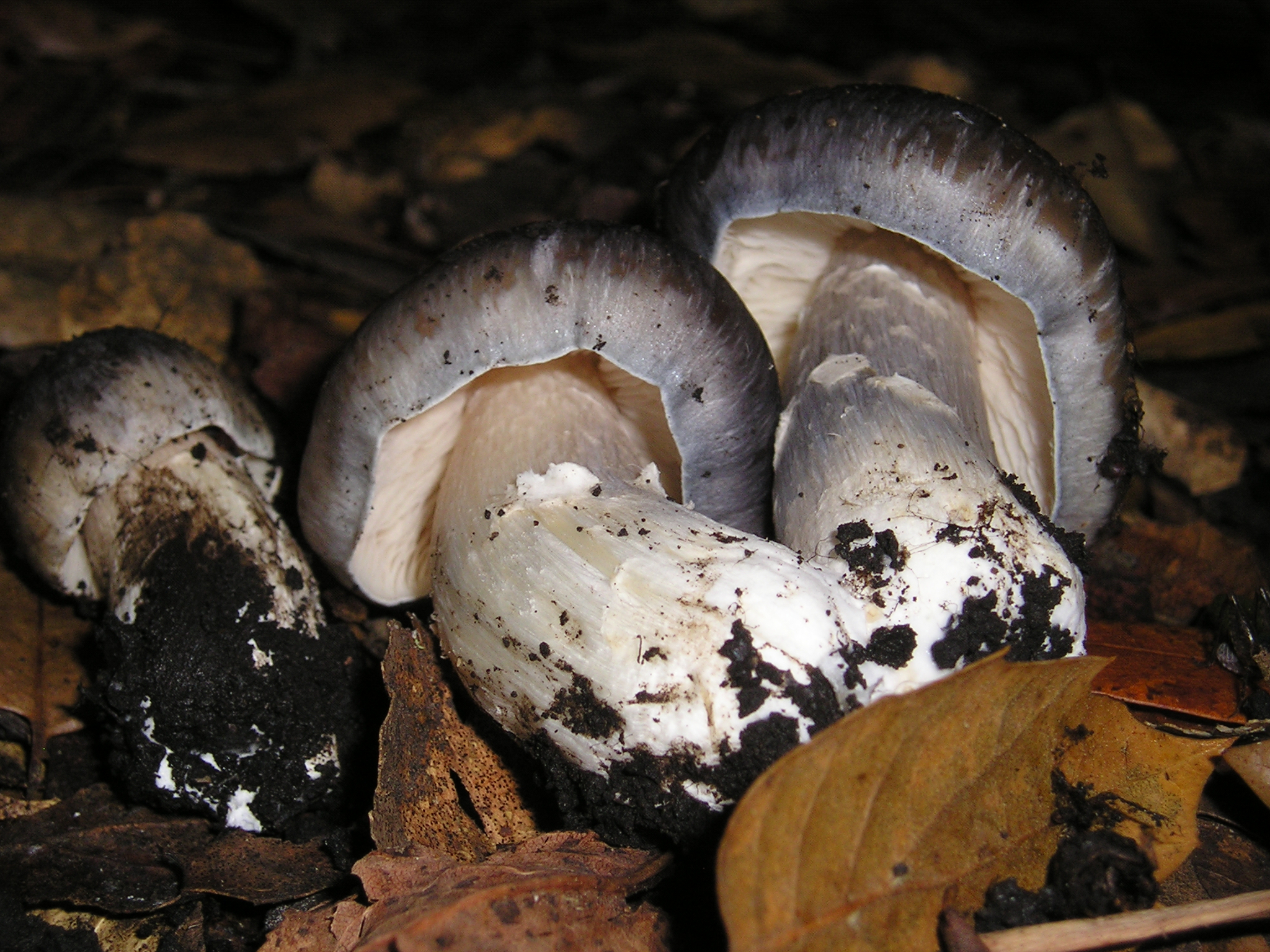
E. bloxamii tineri, lamele și picior
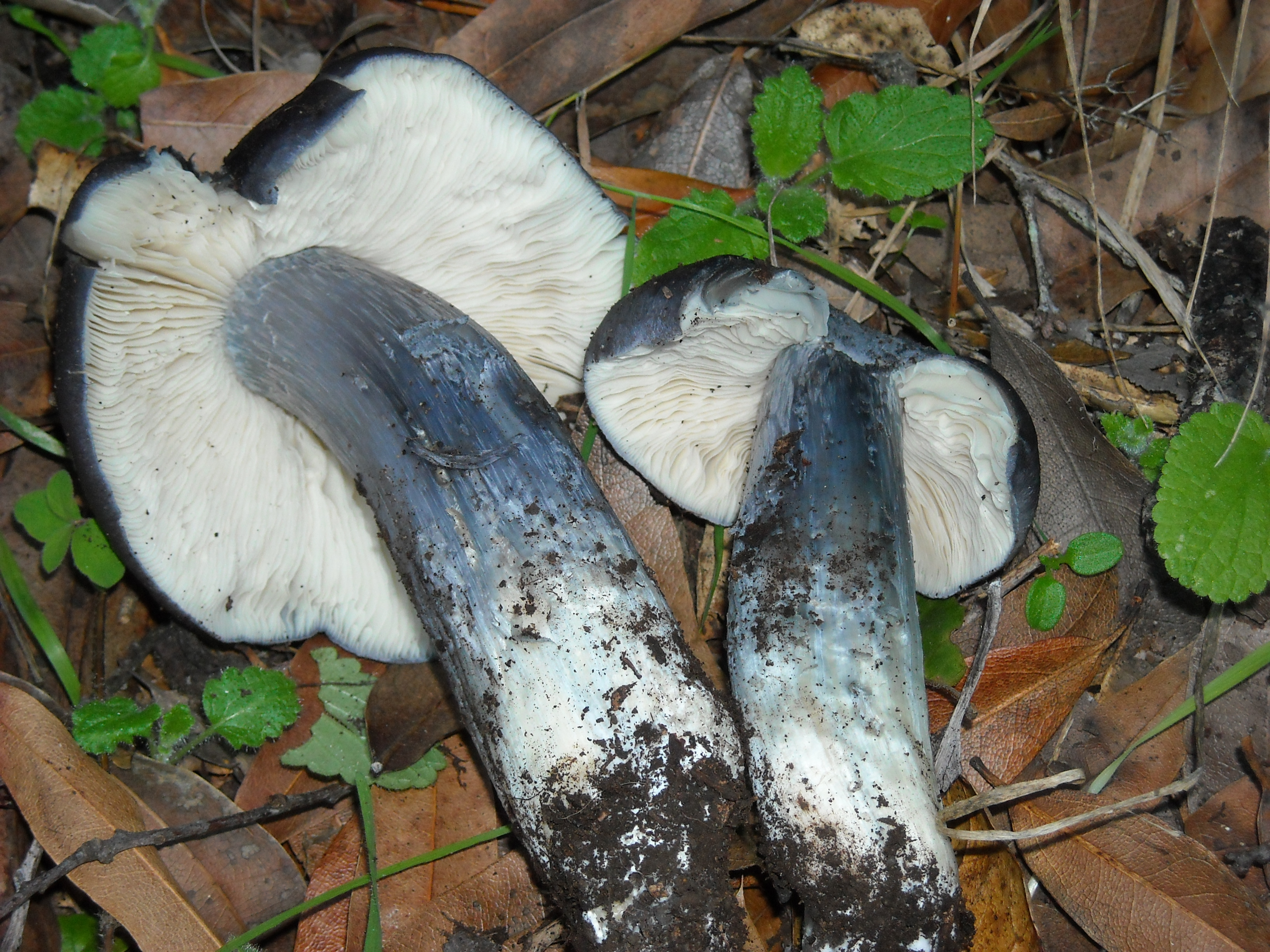
E. bloxamii maturi, lamele și picior
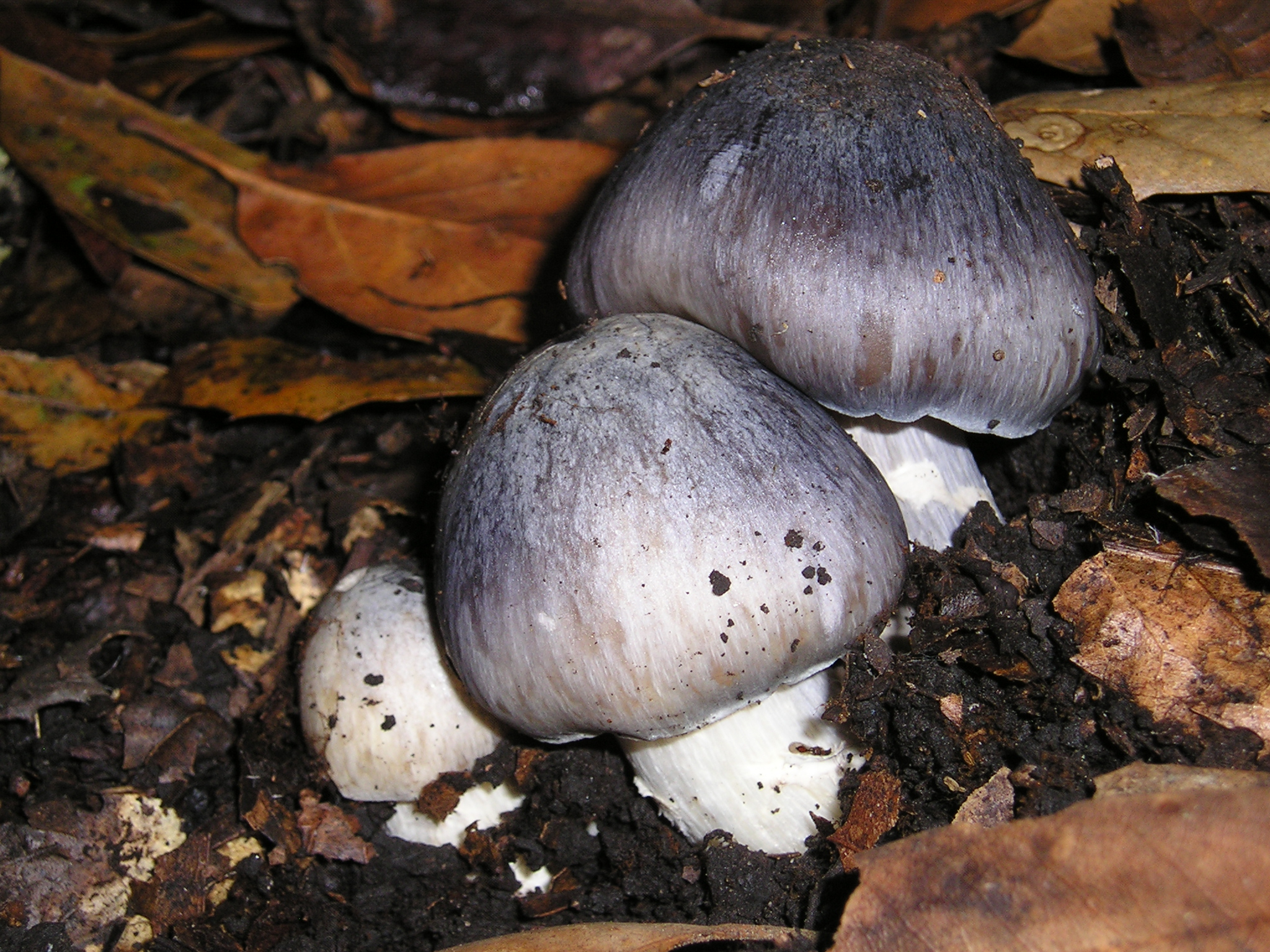
E. bloxamii tineri
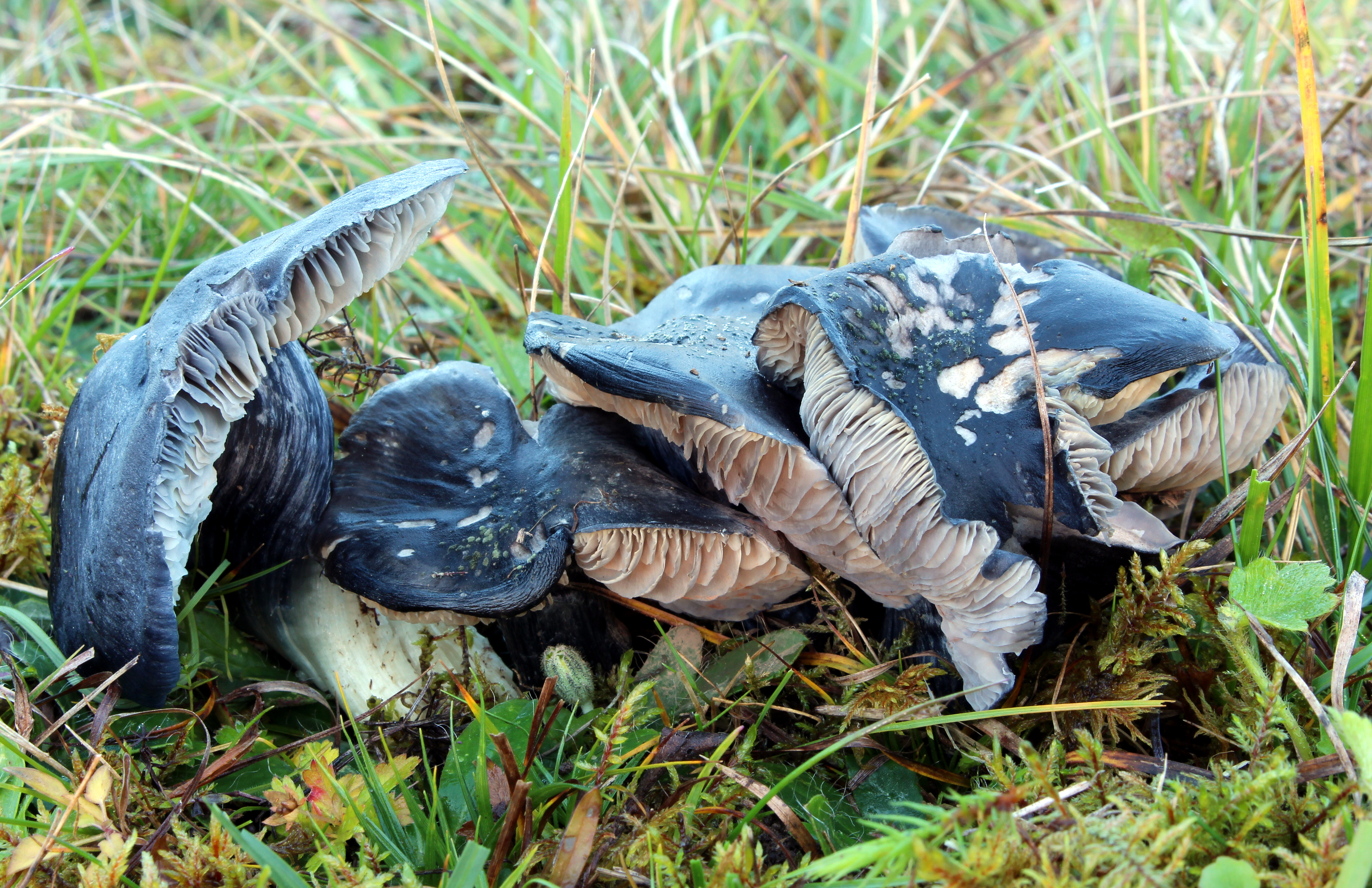
E. bloxamii bătrâni

## Confuzii
Buretele poate fi confundat în primul rând cu Entoloma nitidum (necomestibil), sau cu specii ale aceluiași gen, ca de exemplu: Entoloma chalybeum (mai mic, necomestibil), Entoloma clypeatum (comestibil), Entoloma euchroum (necomestibil), Entoloma hiemale sin. Entoloma saundersii (necomestibil), Entoloma prunuloides (necomestibil), (necomestibil), Entoloma sepium (comestibil, cuticulă mai deschisă, crește sub porumbar), Entoloma sinuatum (otrăvitor) sau Entoloma turbidum (necomestibil), dar și cu bureți altor genuri, astfel cu Cortinarius argentatus (necomestibil), Cortinarius violaceus (comestibil). Lepista glaucocana (comestibil), Tricholoma acerbum (necomestibil), Tricholoma gausapatum (comestibil), Tricholoma portentosum (comestibil, savuros, se dezvoltă preponderent sub molizi și pini, respectiv sub plopi tremurători și mesteceni, miros de pepeni, castraveți, ușor de faină și gust blând, ceva făinos, după mestecare ca de pepene sau de stridie) sau Tricholoma terreum (comestibil).

## Specii asemănătoare în imagini

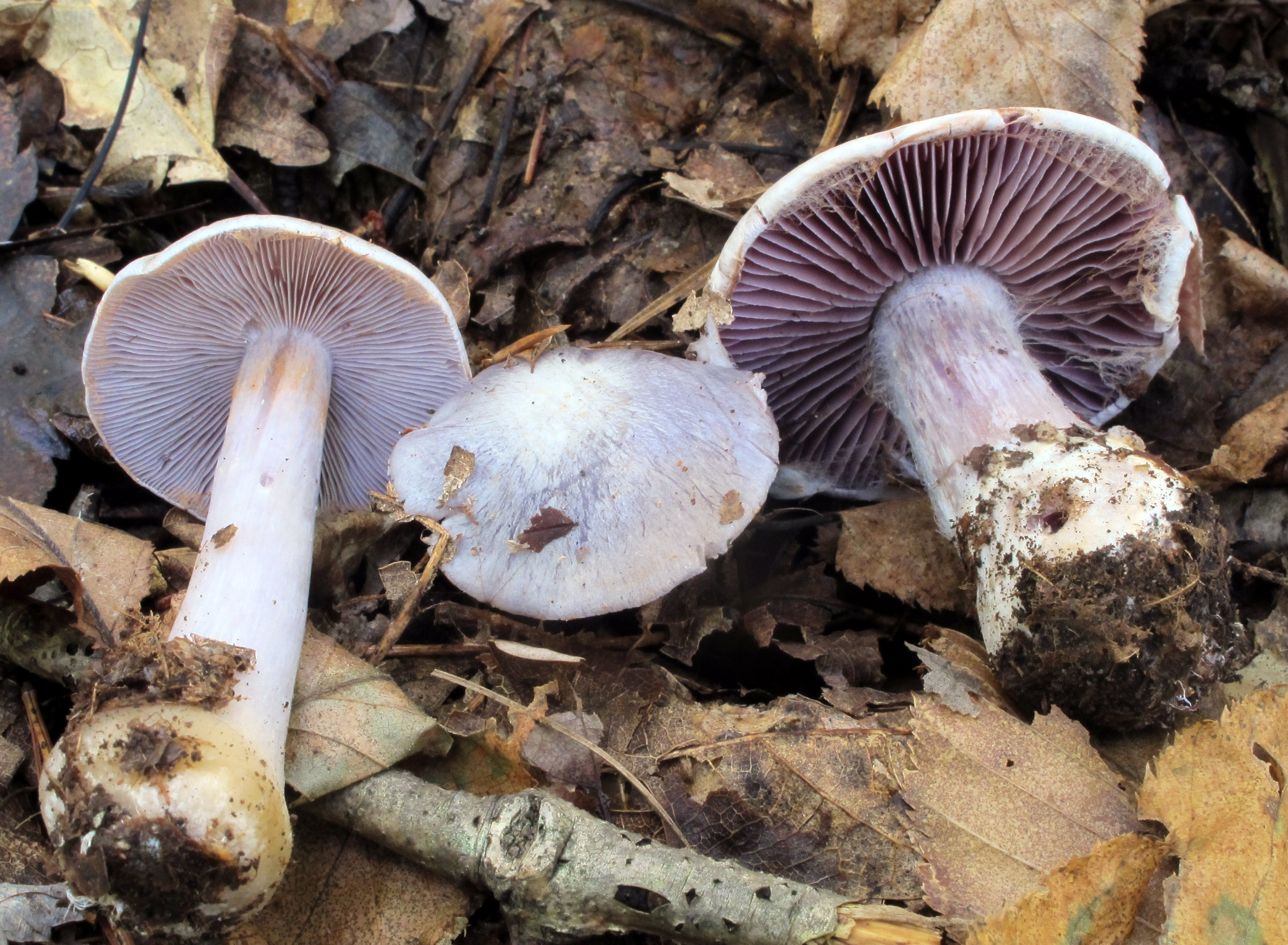
!Cortinarius argentatus!
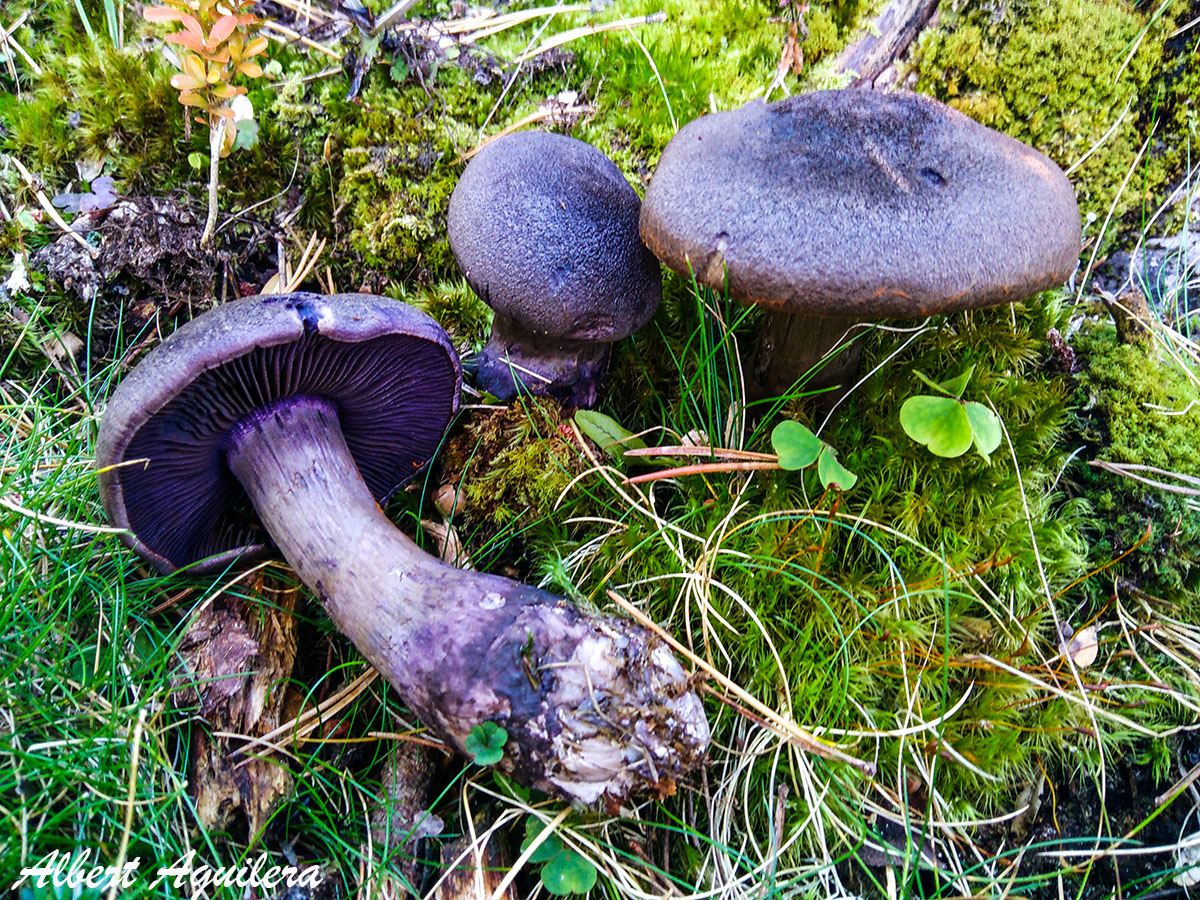
Cortinarius violaceus
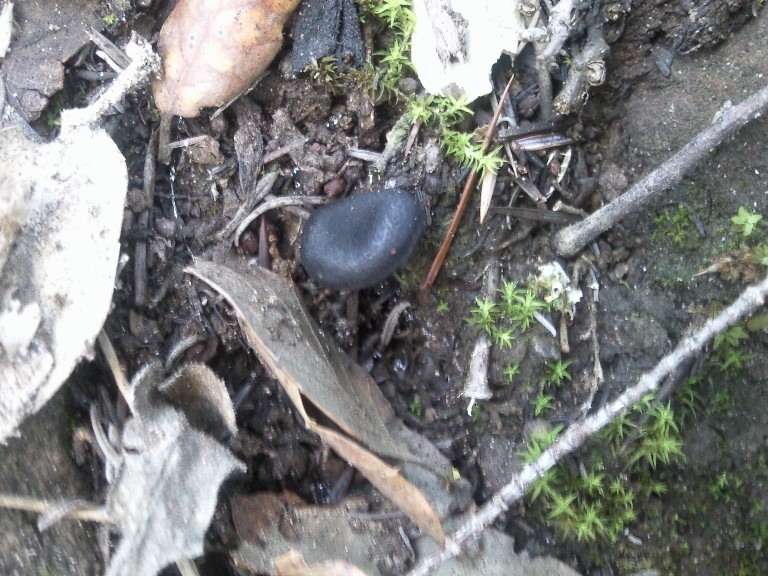
!Entoloma chalybeum!
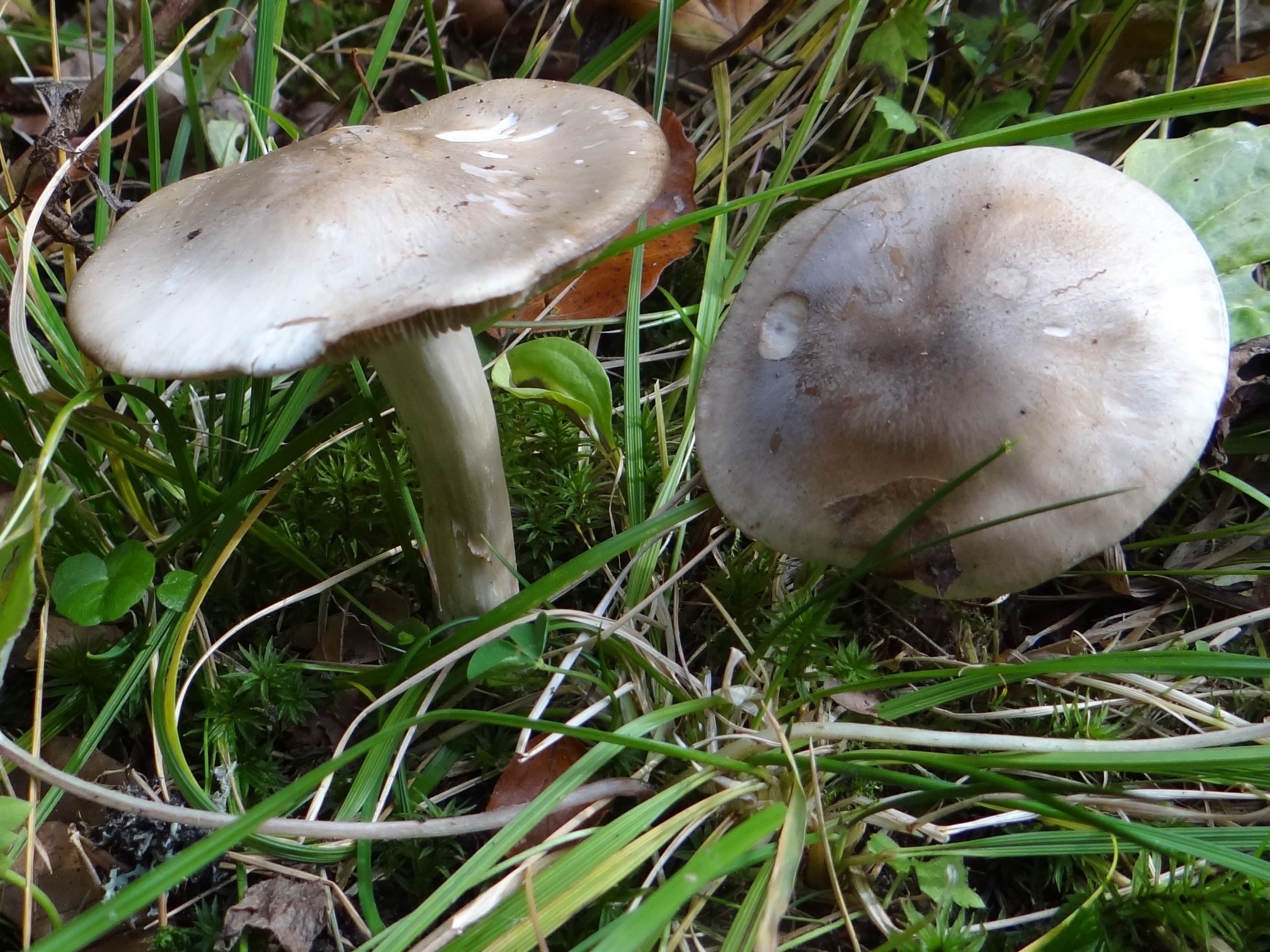
Entoloma clypeatum
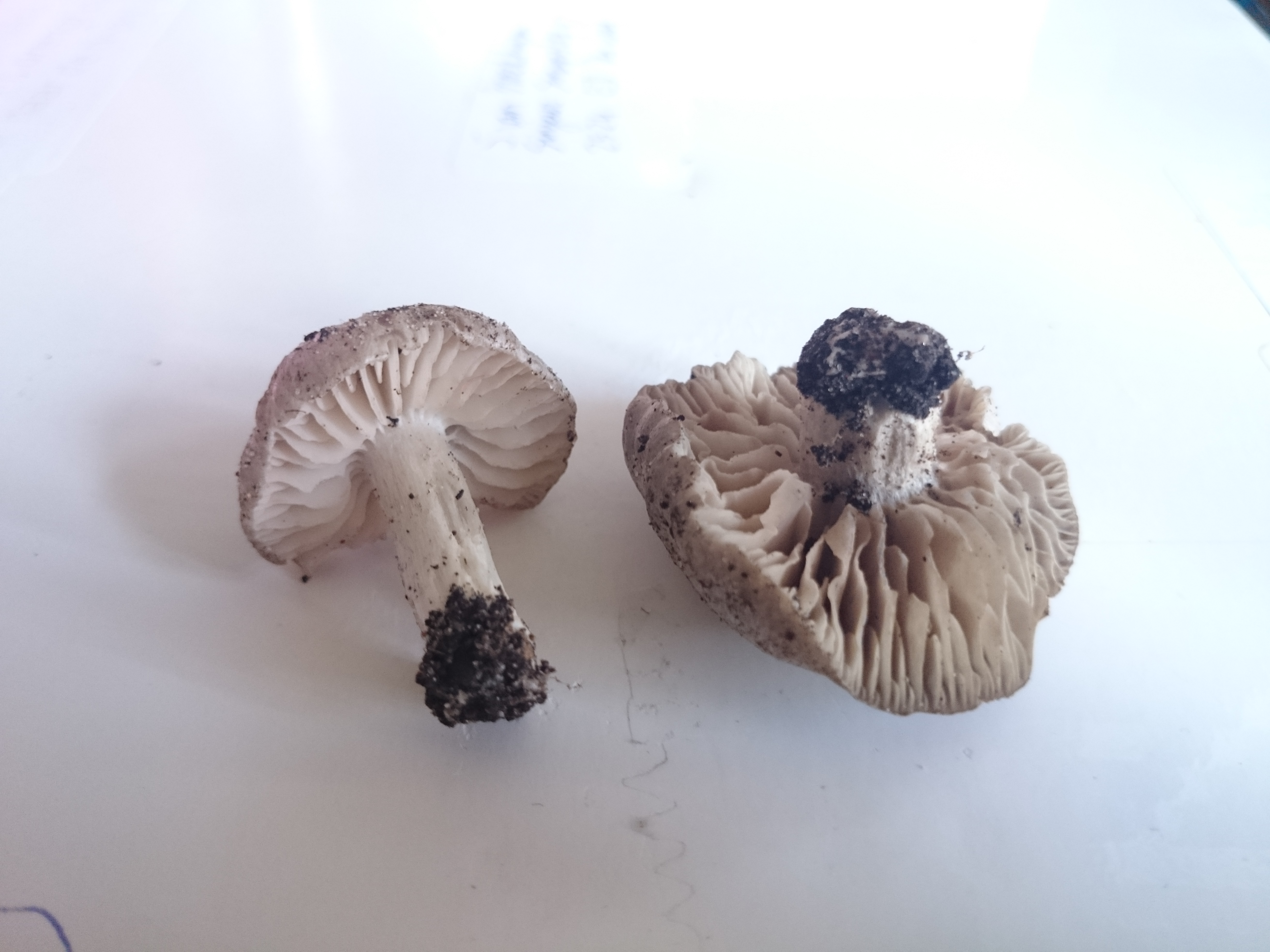
!Entoloma hiemale sin. Entoloma saundersii!

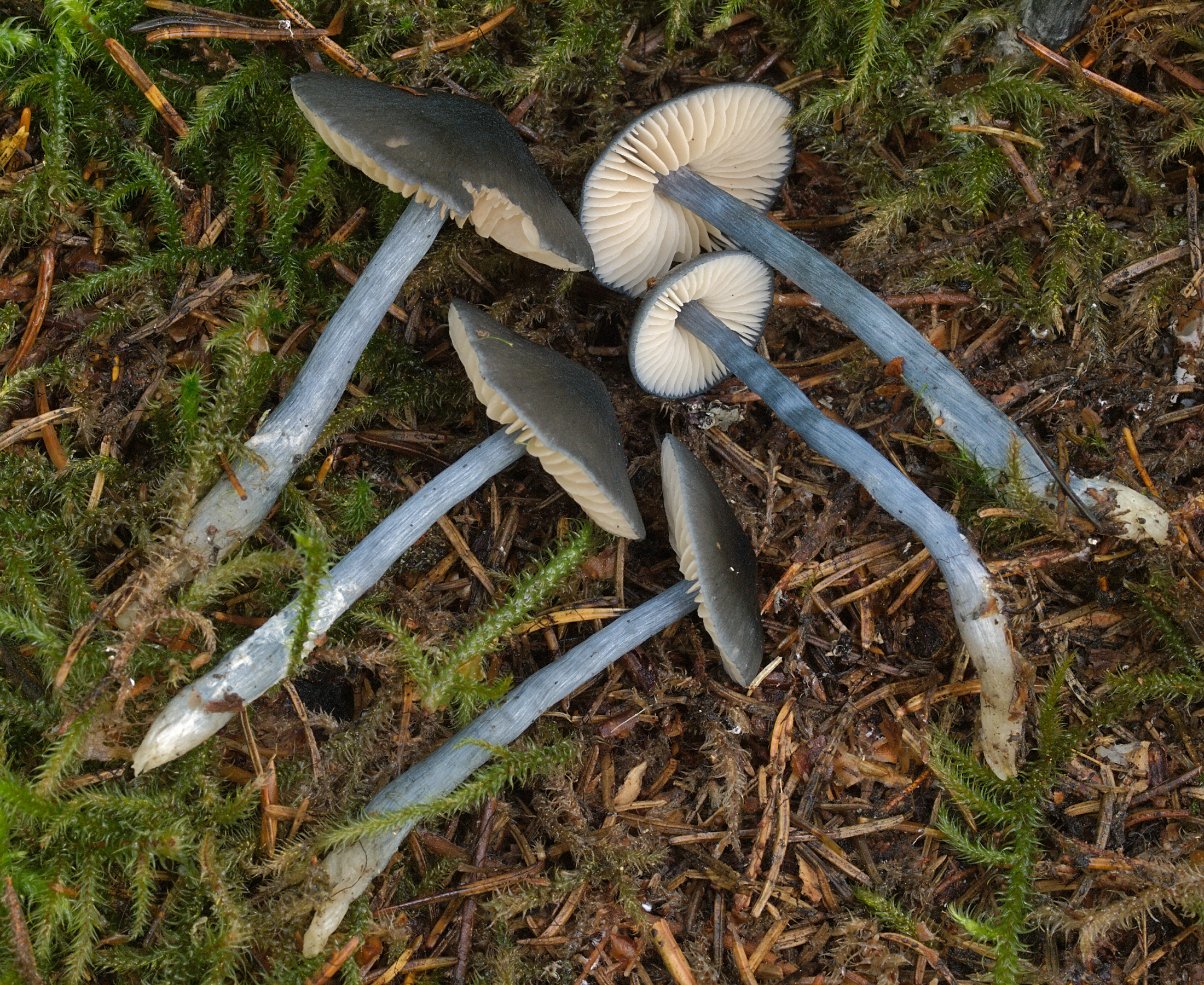
!Entoloma nitidum!
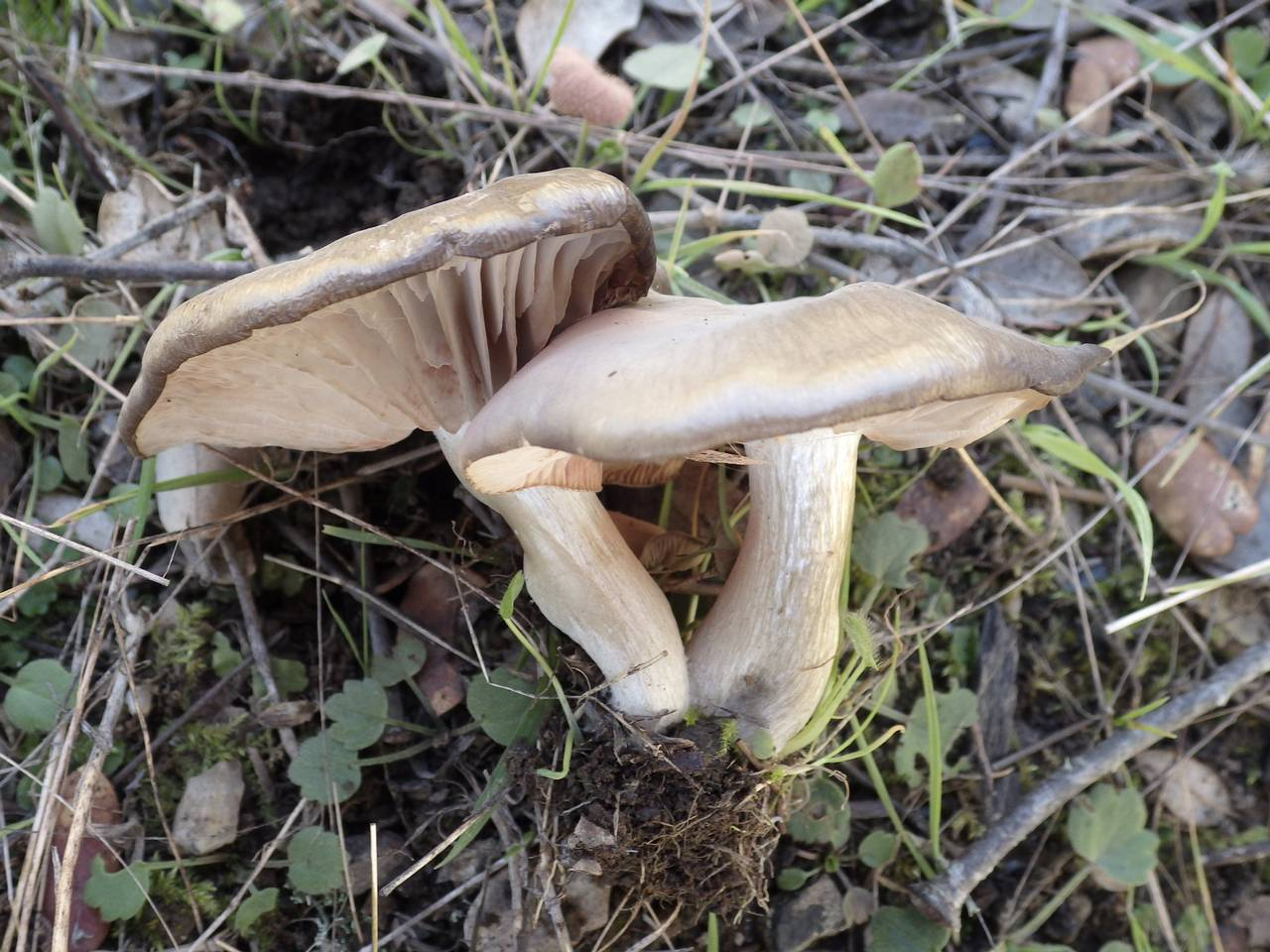
!Entoloma prunuloides!
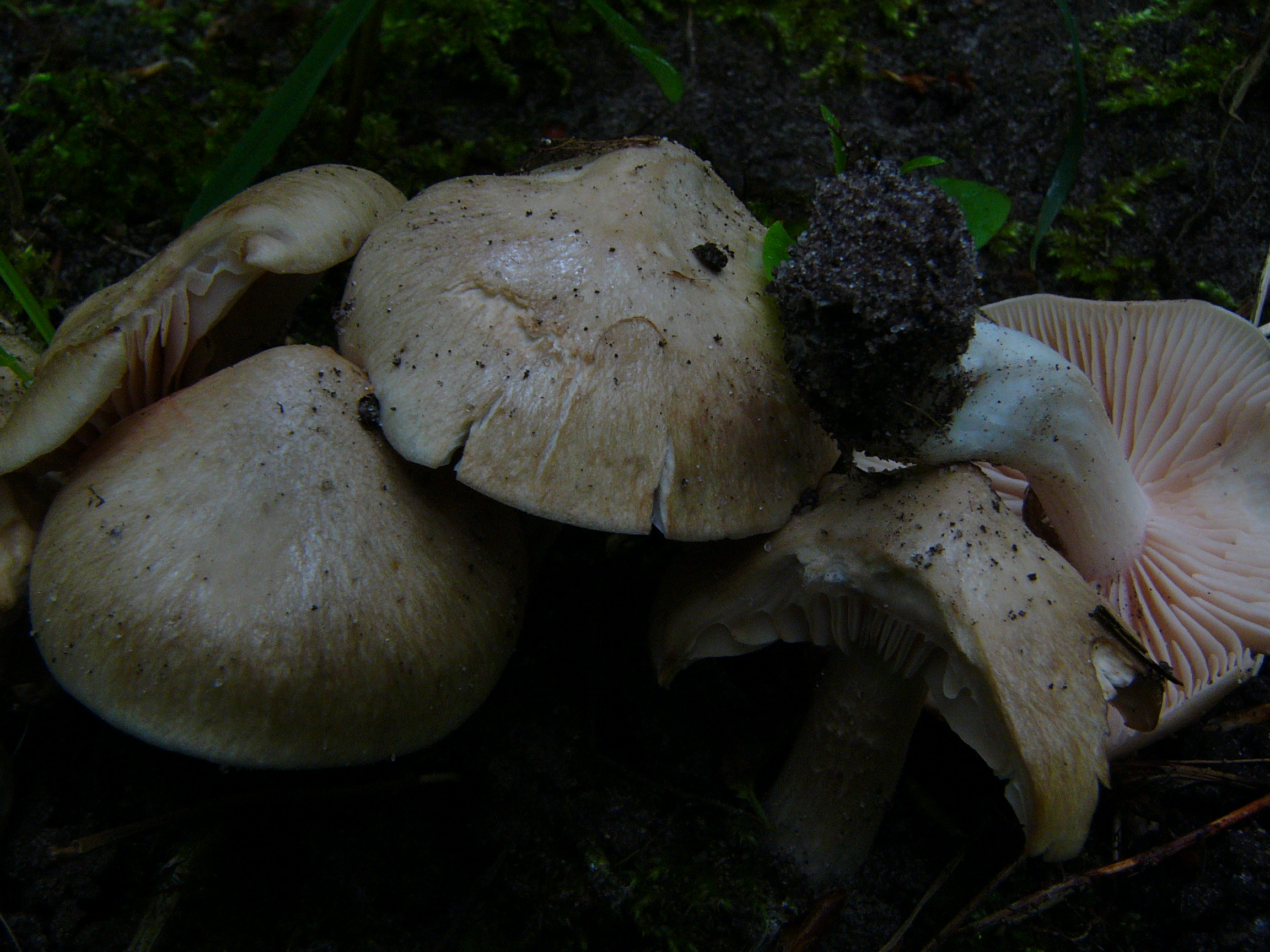
!!Entoloma sinuatum!!
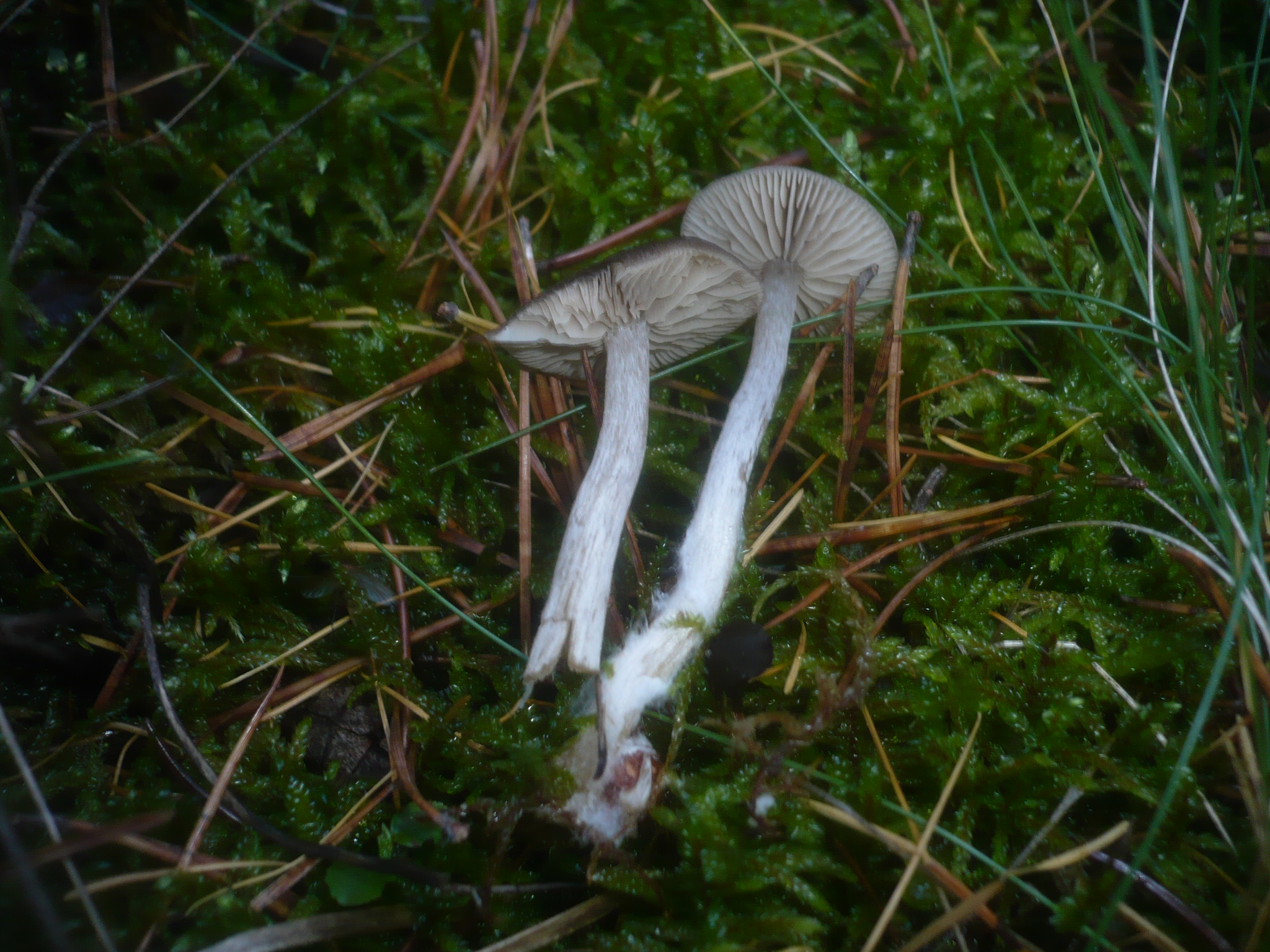
!Entoloma turbidum!

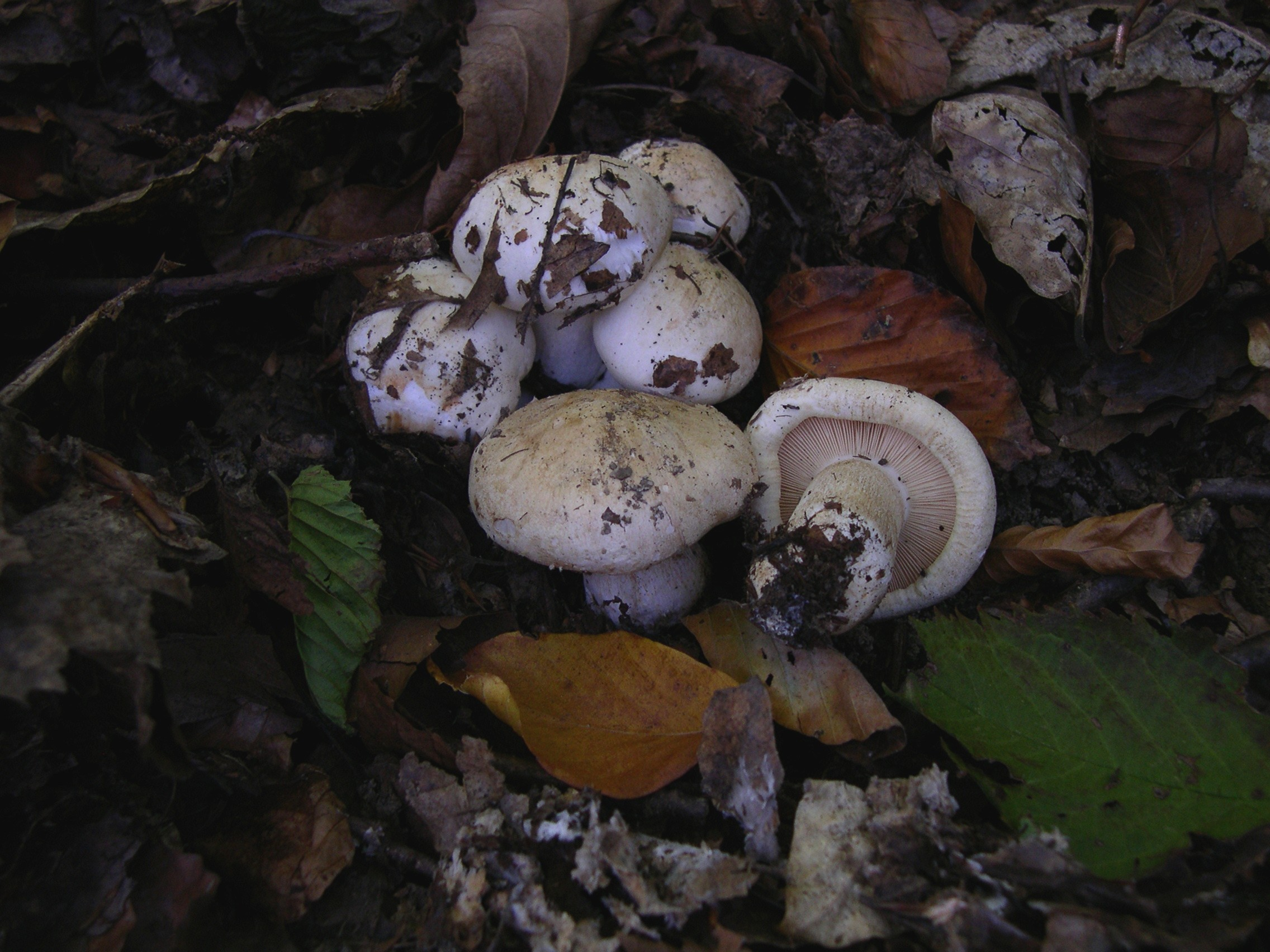
!Tricholoma acerbum!
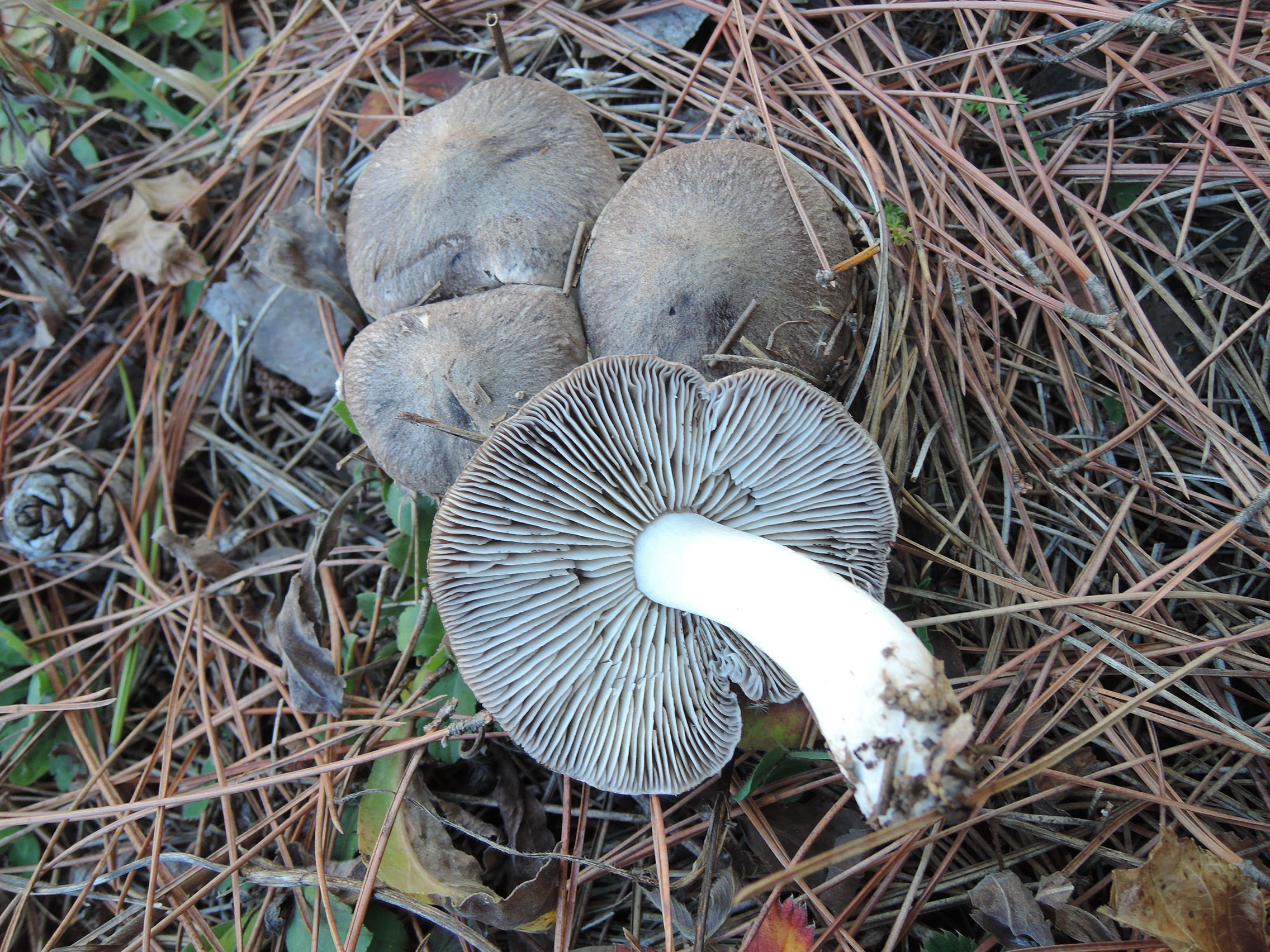
Tricholoma gausapatum
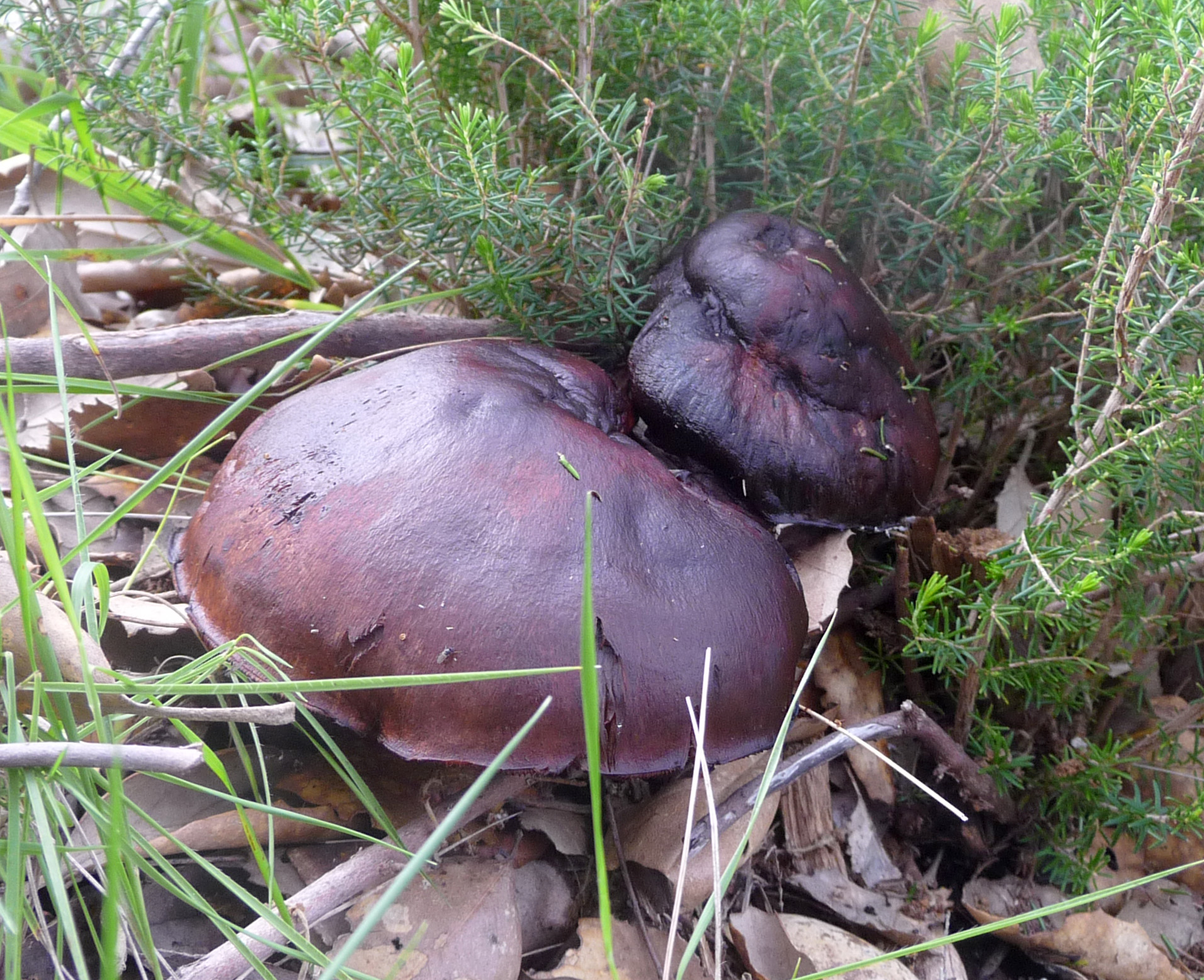
Tricholoma portentosum
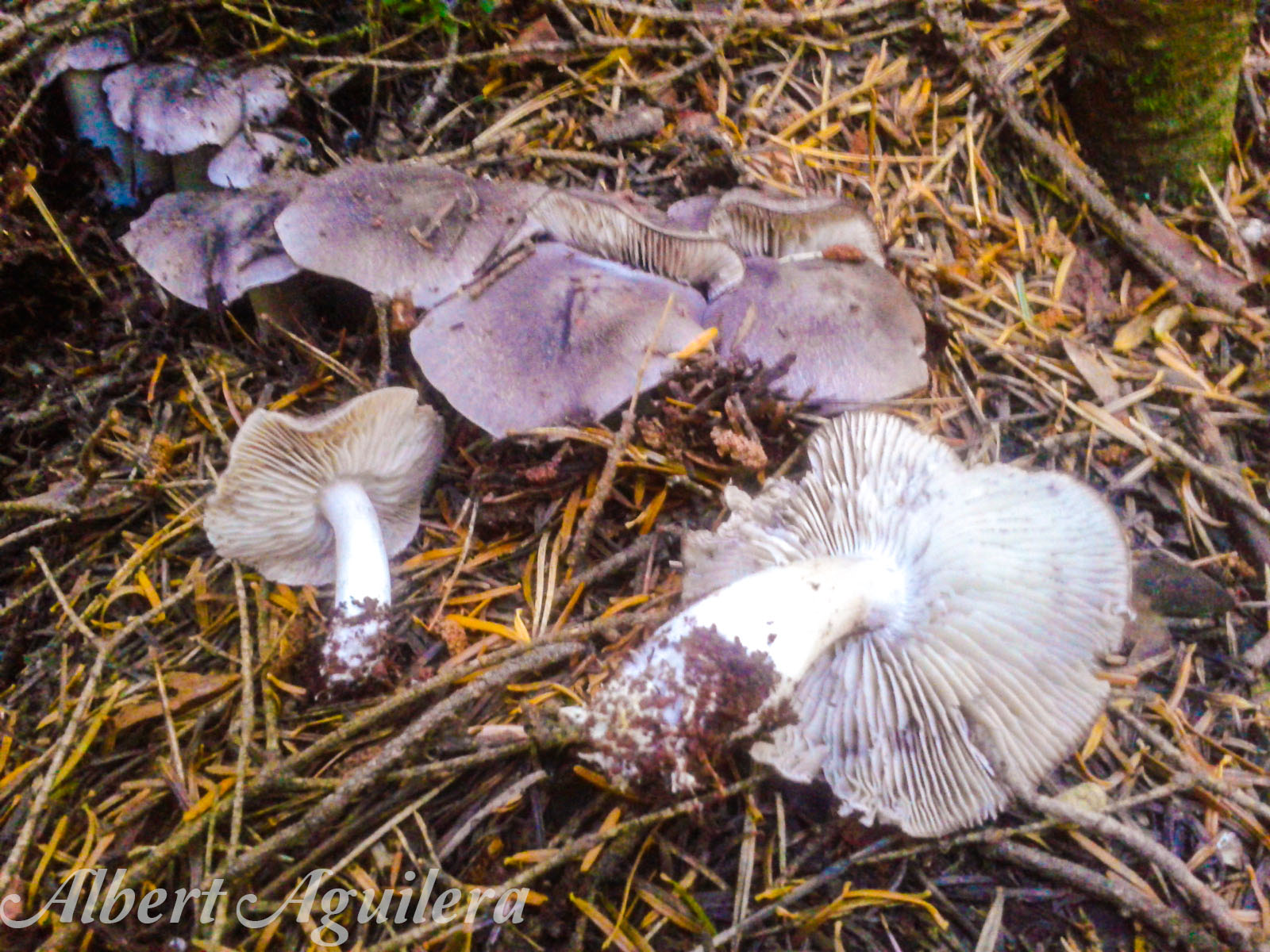
Tricholoma terreum

## Valorificare
Ciuperca, în niciun caz toxică, este văzută de majoritatea micologilor comestibilă. Deși nu de savoarea burețiilor de mai, ea pot fi pregătită în același fel.